# NM卡
NM卡（英語：Nano Memory Card）是由华为开发的智能手机存储卡格式。相比现有microSD卡小约45%的设计，同时可以直接藉由既有nano-SIM卡卡槽安装使用，资料传输效率更可达每秒90MB，储存容量则从256GB起跳。在目前智慧型手机内部可使用空间越来越小情况下，能透过超微型存储卡设计减少额外存储卡卡槽设计空间，将能让智慧型手机有更多额外空间可被利用。
截至2022年，NM卡仍然只适配于华为和荣耀的移动终端。一些厂商如雷克沙（Lexar）、惠普（HP）等也得到了华为的授权，推出了自家品牌的NM卡；但目前为止，NM卡的价格较之microSD等存储卡仍然偏高。
2023年10月，雷克沙发布全球首款容量达到512GB的NM储存卡，适配华为Mate、P、nova和畅享全系列手机以及部分华为新平板和荣耀机型。

## 外部連結
- （简体中文）NM卡（页面存档备份，存于）